# Cody Kessel
Cody Kessel (* 3. Dezember 1991 in Colorado Springs) ist ein US-amerikanischer Volleyballspieler. Mit den Berlin Recycling Volleys wurde er deutscher Meister und Pokalsieger.

## Karriere
Kessel begann seine Karriere an der William J. Palmer High School. Außerdem spielte er bei Cheyenne Mountain. 2012 begann der Außenangreifer, dessen Vater auch Volleyball-Profi war, sein Studium an der Princeton University. Dort spielte er in der Universitätsmannschaft Princeton Tigers. 2015 ging er zu Volley Schönenwerd. Beim Schweizer Erstligisten musste er die Saison wegen einer Verletzung vorzeitig beenden. 2016 wurde Kessel vom deutschen Bundesligisten SVG Lüneburg verpflichtet. Mit dem Verein erreichte er in der Saison 2016/17 im DVV-Pokal und in den Bundesliga-Playoffs jeweils das Viertelfinale. Das gleiche Ergebnis gab es ein Jahr später. In der Saison 2018/19 stand Kessel dann mit Lüneburg mit Pokalfinale und kam in den Playoffs bis ins Halbfinale.
2019 wechselte er zum Ligakonkurrenten Berlin Recycling Volleys. In der Saison 2019/20 schied er mit den BR Volleys in der Vorrunde der Champions League aus. Der Verein gewann das DVV-Pokalfinale gegen die SWD Powervolleys Düren und stand beim Saisonabbruch der Bundesliga kurz vor dem Ende der Hauptrunde auf dem ersten Tabellenplatz. In der Saison 2020/21 schieden die Berliner mit Kessel im Viertelfinale des DVV-Pokals aus und kamen in der Champions League ebenfalls ins Viertelfinale. Anschließend erreichten sie als Tabellendritter der Bundesliga-Hauptrunde das Playoff-Finale gegen den VfB Friedrichshafen und wurden erneut deutscher Meister. 2021/22 unterlagen die Berliner im Pokal-Halbfinale gegen Friedrichshafen, besiegten den Konkurrenten aber im Playoff-Finale erneut. 2022/23 gewannen sie sowohl den DVV-Pokal als auch erneut die deutsche Meisterschaft. In der Saison 2023/24 gelang ihnen in beiden Wettbewerben die Titelverteidigung. Anschließend wechselte Kessel zum belgischen Erstligisten VC Greenyard Maaseik.
Im Beachvolleyball spielte Kessel ein paar Turniere auf der AVP Tour. Im Sommer 2021 spielte er mit Dirk Westphal auf der German Beach Tour.